# Breese (Illinois)
Breese és una població dels Estats Units a l'estat d'Illinois. Segons el cens del 2000 tenia 4.048 habitants.

## Demografia
Segons el cens del 2000, Breese tenia 4.048 habitants, 1.513 habitatges, i 1.078 famílies. La densitat de població era de 685,5 habitants/km².
Dels 1.513 habitatges en un 37,7% hi vivien nens de menys de 18 anys, en un 58,8% hi vivien parelles casades, en un 9,1% dones solteres, i en un 28,7% no eren unitats familiars. En el 25,2% dels habitatges hi vivien persones soles el 12,6% de les quals corresponia a persones de 65 anys o més que vivien soles. El nombre mitjà de persones vivint en cada habitatge era de 2,61 i el nombre mitjà de persones que vivien en cada família era de 3,15.
Per edats la població es repartia de la següent manera: un 28,1% tenia menys de 18 anys, un 7,7% entre 18 i 24, un 29% entre 25 i 44, un 19,6% de 45 a 60 i un 15,6% 65 anys o més.
L'edat mediana era de 36 anys. Per cada 100 dones de 18 o més anys hi havia 89,5 homes.
La renda mediana per habitatge era de 47.639 $ i la renda mediana per família de 54.242 $. Els homes tenien una renda mediana de 37.979 $ mentre que les dones 23.231 $. La renda per capita de la població era de 20.530 $. Aproximadament l'1,2% de les famílies i el 3,2% de la població estaven per davall del llindar de pobresa.

## Poblacions properes
El següent diagrama mostra les poblacions més properes.